# Syndrome de descente
Pour les articles homonymes, voir Descente.
 (janvier 2020).
- Si vous ne connaissez pas le sujet, laissez ce bandeau (vous pouvez alors contacter les auteurs).
- Si vous supprimez le contenu mis en cause (vous pouvez préalablement contacter les auteurs),

argumentez précisément cette suppression dans la page de discussion
(un manque de référence n'est pas un argument ; une recherche réelle de référence doit avoir été effectuée, être formellement documentée).
 (janvier 2020).
Si vous disposez d'ouvrages ou d'articles de référence ou si vous connaissez des sites web de qualité traitant du thème abordé ici, merci de compléter l'article en donnant les références utiles à sa vérifiabilité et en les liant à la section « Notes et références ».
Le syndrome de descente d'un produit psychoactif, plus connu sous le terme de descente, est un syndrome connu par les usagers de produits psychoactifs, caractérisé par une baisse plus ou moins violente des effets d'une substance psychoactive, qui s'observe lorsque la substance à l'origine des effets diminue dans le système nerveux.
Il provoque un épisode semi-dépressif où se succèdent fatigue, comportement violent et/ou dangereux, comportement dépressif et suicidaire ainsi qu'une apathie dominante et ce jusqu'à plusieurs jours après.
On considère que ce syndrome succède la phase psychoactive et précède le syndrome de sevrage, dont il partage quelques caractéristiques, mais l'on observe rarement un état de manque dans le syndrome de descente. Cependant, l'arrêt brutal des effets d'une substance artificiellement, comme le cas de l'héroïne bloquée par la naloxone, peut entraîner un sevrage immédiat. 

## Cause
Le syndrome de descente est dû à une violente baisse d'une activité psychoactive d'une molécule dans le système nerveux. Elle provoque donc un effet de sevrage court, jusqu'au début du syndrome de sevrage post-prise. Lorsqu'une molécule interagit avec un récepteur, elle reste dans celui-ci même au-delà de sa demi-vie, ce qui le rend indisponible pour recevoir des neurotransmetteurs. De même, les neurones stimulés par la présence de la molécule perdent en activité eux aussi et transmettent une information modifiée.
L'alcool accentue tous les syndromes de descente et en particulier celui des amphétamines et des stimulants.

## Conséquences
Lorsque le syndrome débute, on observe une forte diminution de l'activité monoaminergique (dopamine, noradrénaline et sérotonine), dans le système nerveux central. Cela aboutit à une très mauvaise communication entre les neurones et l'impossibilité de revenir à un comportement normal. Dans un premier temps, une fatigue excessive, notamment avec la consommation de stimulation, peut avoir lieu. Une diminution des réflexes, de la concentration, de la mémoire à court terme, une apathie, font leur apparition. 
Des épisodes dépressifs surviennent ensuite. À la suite de la prise de sérotoninergique (MDMA, MDA, MDEA, etc.), l'usager peine à retrouver du plaisir, par une baisse très violente du taux de sérotonine. Ils s'observent moins avec des antidépresseurs. Des troubles du comportement et notamment des excès de violence et de mauvaise humeur, probablement dus à une semi-dépression du système nerveux couplés à une baisse de la sérotonine, s'observent.
En revanche, si un manque est observé, le syndrome de descente se termine et laisse place au syndrome de sevrage.
Le syndrome de descente des psychotropes à demi-vie faible (cocaïne, héroïne, fentanyl, etc.) entraîne souvent des comportements compulsifs, caractérisés par une forte envie de consommer à nouveau (à différencier toutefois des phases de Craving lors des sevrages).

## Traitement
Aucun traitement n'est officiellement reconnu, mais des médicaments peuvent faire l'objet de recommandation de la part d'usager. La caféine se montre totalement inefficace.
En effet, le premier objectif est de supprimer l'état de fatigue et en général grâce à des somnifères et des antidépresseurs comme une benzodiazépine, par exemple du lorazépam ou du bromazépam, souvent utilisé en première intention.

## Cas desopioïdes
Le syndrome de descente des opioïdes s'observe par une violente baisse de l'activité sur le récepteur µ. Il provoque donc une diminution très forte de la résistance à la douleur, une fatigue excessive, une apathie, une baisse dopaminergique très forte, une colère et de l’agressivité ainsi qu'une diminution de la faim.
Le tramadol présente une descente supplémentaire, celui des inhibiteurs sélectifs de la recapture de la sérotonine.